# Tavorice Prowell
Laquan Prowell (* 1. Noviembre 1984 en Montgomery , Alabama ) es un americano jugador de baloncesto profesional . Después de estudiar en su país de origen Prowell a jugar profesionalmente en Europa. En Turquía principio jugaba entonces en Grecia y Francia , donde cerca de 2 ½ temporadas en las dos primeras divisiones de la Liga Nacional de Basket jugaron con Elan Chalon era de 2012 campeón de Francia. En la temporada 2012/13 el BBL jugó en la más alta de Alemania liga y se movió dentro de Hesse de los 46ers de fundición a los Skyliners después de Frankfurt .

## Carrera
Prowell terminó sus estudios en 2003 en la Escuela Secundaria Jordan en Columbus (Georgia) , que directamente en Alabama fronteras, en la que nació. Luego ganó una beca de la Universidad de Furman en Greenville (Carolina del Sur) , como una de las universidades más pequeños de la División I de la NCAA en la Conferencia del Sur está representado. Después de dos años Prowell se unió a la universidad, que se expone de acuerdo con los reglamentos de la NCAA al año fuera de los juegos oficiales del campeonato. Entonces podría a partir de 2006 para los tigres de la Universidad de Auburn jugar, donde continuó sus estudios en el año 2005 en su estado nativo. En el tiempo de dos años de Prowell para los tigres se logra ningún éxito significativo en la Conferencia del Sureste (SEC).
Después de que el final del estudio de 2008, Prowell profesional en Europa y comenzó su carrera en la liga de baloncesto de Turquía en TED Kolejliler de la capital Ankara . [1] Sin embargo, el club ganó solo dos victorias en 24 partidos antes de Prowell junto con sus compatriotas Erek Hansen y Marshall Strickland dejó el equipo antes de la temporada, [2] y desmontó al final de la temporada. Para la temporada posterior Prowell trasladó primero a Francia, donde jugó para los retornados Fusión del club y Premier Paris-Levallois Basket en la primera división de LNB Pro A. Con 21 minutos de tiempo de funcionamiento por juego Prowell vino sobre todo desde el banquillo como sustituto. Al final de la temporada se alcanzó recién ascendido como los play-offs por el campeonato antes de defender ASVEL pero eliminado en la primera ronda ante el eventual runner- Le Mans Sarthe Basket desde. Para la temporada 2010/11 Prowell fue a la griega A1 Ethniki a Ilisiakos de la capital Atenas , la proyección con una victoria asegurada la liga al final de la temporada. Prowell tenía, pero dejó el club con anterioridad y había regresado a Francia.
En febrero de 2011 Prowells terminó compromiso con club de la capital de Europa y firmó un contrato a corto plazo en la segunda división francesa B Pro en ALM cesta en Evreux . Después de seis partidos, seguía siendo hochgeholt durante los últimos tres juegos de la temporada a Orléans Loiret Basket en la máxima categoría, pero se perdió el campeonato de play-off al final de la temporada. Para la temporada 2011/12 regresó a la Pro B a la cesta Drôme, en el sur de Francia Saint-Vallier (Drôme) . Sin embargo, esto se perdió el final de la temporada play-off de ascenso a la máxima categoría. Sin embargo sí Prowell supone repesca, en parte, después de una colegas lesionados desde el equipo revelación de la Pro A partir de Chalon-sur-Saône se ha comprometido durante la final del campeonato. [3] Elan Chalon continuó su triunfo y ganó después de Copa de la Liga y final de la Copa, el campeonato francés, solo en la competencia internacional reto Euro había sufrido una derrota final.
Para la temporada 2012/13 fue Prowell 46ers cometidos por el primer casting división alemana. El miembro fundador de la primera división de la liga de baloncesto tuvo, sin embargo, solo mediante la adquisición de un " comodín puede salvar" la liga y llevó a su problemas financieros deportivas y en la nueva temporada. A finales de diciembre que consiguió quitó otros cuatro puntos como la tabla después de la solicitud preliminar para abrir un procedimiento de insolvencia, [4] para que en el próximo primer jugador como el nachverpflichtete Jasmin Perković dejó el club. A finales de enero también siguió Prowell y su compatriota Ryan Brooks , tanto a los rivales regionales y rivales de la liga Fraport Skyliners de Frankfurt cambiado,  , que también se clasificó en el descenso máxima categoría. Prowell jugó de nuevo con su compañero de equipo Quantez Robertson compuesto de horas de colegio en Auburn. En el último día que podría cabeza a cabeza con el gigante Neckar Ludwigsburg descenso seguro.
Para la temporada 2013/14 Prowell se trasladó a Italia Scavolini de Pesaro en la máxima Lega Basket Serie A .  Este contrato fue terminado, sin embargo, ya antes de la temporada comienza de nuevo.
- Datos: Q3206260